# NGC 414

NGC 414

NGC 414 هي مجرة تتبع كوكبة الحوت. اكتشفها هيرمان شولتز في 22 أكتوبر 1867.

## روابط خارجية
- NGC 414 على موقع ويكي سكاي: DSS2, SDSS, GALEX, IRAS, Hydrogen α, X-Ray, Astrophoto, Sky Map, Articles and images